# Ilmatsalu (rivier)
De Ilmatsalu is een rivier in Estland, provincie Tartumaa. De rivier is 23,7 km lang; het verval tussen begin- en eindpunt is 33 m.

## Route
De Ilmatsalu ontspringt tussen de plaatsen Aiamaa in de gemeente Nõo en Läti in de gemeente Kambja. Ze stroomt eerst naar het noorden en buigt dan af naar het westen. Bij het dorp Ilmatsalu  (gemeente Tartu) komt ze uit in de rivier Emajõgi.
Onderweg passeert ze de meren Ropka järv, Rahinge järv en Ilmatsalu paisjärv. Aan de rivier liggen  twee grotere dorpen of vlekken: Külitse en Ilmatsalu.
Bij de vlek Ilmatsalu is een viskwekerij die het water van de rivier gebruikt.